# Lista modelelor Playboy între anii 1990–1999
Lista modelolor playboy la masculin și feminin apare într-un catalog al revistei magazin playboy.

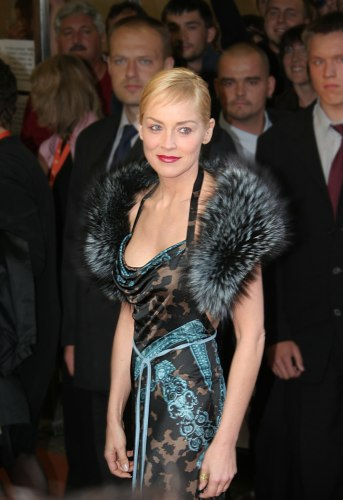
Sharon Stone

## 1990
| Luna  | Model pe copertă             | Model pe poster   | Subiectul interviului | 20 de întrebări   | Imagini                                                               |
| ----- | ---------------------------- | ----------------- | --- | ----------------- | --------------------------------------------------------------------- |
| 1-90  | Joan Severance               | Peggy McIntaggart | Tom Cruise | Andrew Dice Clay  | Joan Severance, Striscia la notizia's Angela Cavagna                  |
| 2-90  | Bogna                        | Pamela Anderson   | Eddie Murphy | Dwight Yoakam     | Femeile din Russia, 1989 în sex                                       |
| 3-90  | Donald Trump & Brandi Brandt | Deborah Driggs    | Donald Trump | Dennis Hopper     | Fax și cifre, International Playmates                                 |
| 4-90  | Deborah Driggs               | Lisa Matthews     | Stephen Hawking | John Larroquette  | Fetele de la ACC, Allegra Curtis (fiica lui Tony)                     |
| 5-90  | Margaux Hemingway            | Tina Bockrath     | Dave Barry | Jennifer Tilly    | Margaux Hemingway                                                     |
| 6-90  | Renee Tenison                | Bonnie Marino     | Distribuția thirtysomething: Edward Zwick, Marshall Herskovitz, Tim Busfield, Patricia Wettig, Ken Olin, Mel Harris, Polly Draper, Melanie Mayron si Peter Horton | Willy T. Ribbs    | Carré Otis, Renee Tenison - Playmateul anului (PMOY)                  |
| 7-90  | Sharon Stone                 | Jacqueline Sheen  | Quincy Jones | Matt Groening     | Sharon Stone, impersonatoare a lui Marilyn Monroe Rhonda Ridley-Scott |
| 8-90  | Erika Eleniak                | Melissa Evridge   | Larry King | Dana Carvey       | Erika Eleniak, fete din Canada                                        |
| 9-90  | Rosanna Arquette             | Kerri Kendall     | Rickey Henderson | Maury Povich      | Rosanna Arquette, fete de la Campionatul Mondial                      |
| 10-90 | Melissa Evridge              | Brittany York     | Shintaro Ishihara | Kiefer Sutherland | Marisa Pare de la American Gladiators, fete din Marele Vest           |
| 11-90 | Teri Copley                  | Lorraine Olivia   | Leona Helmsley | Chuck D.          | Teri Copley, Sex in Cinema 1990                                       |
| 12-90 | Sherilyn Fenn                | Morgan Fox        | Jay Leno | Elizabeth Perkins | Sherilyn Fenn                                                         |

## 1991
| Luna  | Model pe copertă       | Model pe poster          | Subiectul interviului        | 20 de întrebări   | Imagini                                                    |
| ----- | ---------------------- | ------------------------ | ---------------------------- | ----------------- | ---------------------------------------------------------- |
| 1-91  | Stacy Arthur           | Stacy Leigh Arthur       | Lee Iacocca                  |                   | Wayne Gretzky despre modă                                  |
| 2-91  | Pamela Anderson        | Cristy Thom              | Siskel si Ebert              | Lena Olin         | Pamela Anderson                                            |
| 3-91  | Stephanie Seymour      | Julie Anne Clarke        | M. Scott Peck                |                   | Stephanie Seymour, fete din Cuba                           |
| 4-91  | Julie Clarke           | Christina Marie Leardini | Martin Scorsese              | George Foreman    | Femeile din colegiile de femei                             |
| 5-91  | Shannon si Tracy Tweed | Carrie Jean Yazel        | George Steinbrenner          | Whitney Houston   | Shannon si Tracy Tweed, Liz Pasko                          |
| 6-91  | Lisa Matthews          | Saskia Linssen           | Robert MacNeil si Jim Lehrer | John Milius       | Comediennes, Lisa Matthews (Playmateul anului)             |
| 7-91  | Samantha Dorman        | Wendy Kaye               | Spike Lee                    | Eric Bogosian     | Tall Girls, Sonia Vassileva                                |
| 8-91  | Caprice                | Corinna Harney           | Daryl Gates                  | Robert Downey Jr. | Blonde din California, Amanda de Cadenet                   |
| 9-91  | The Barbi Twins        | Samantha Dorman          | Douglas Wilder               | Danny Glover      | Barbi Twins, Caroline Cossey                               |
| 10-91 | Tai Collins            | Cheryl Bachman           | Robert Maxwell               | Camille Paglia    | Tai Collins, fete din Big Ten                              |
| 11-91 | LaToya Jackson         | Tonja Christensen        | Sean Penn                    | Julia Roberts     | LaToya Jackson                                             |
| 12-91 | Dian Parkinson         | Wendy Hamilton           | Carl Sagan                   | Joe Pesci         | Dian Parkinson; Starurile Sexului din 1991, Isabelle Pasco |

## 1992
| Luna  | Model pe copertă         | Model pe poster   | Subiectul interviului | 20 de întrebări      | Imagini                                  |
| ----- | ------------------------ | ----------------- | --------------------- | -------------------- | ---------------------------------------- |
| 1-92  | Echipa suedeză de bikini | Suzi Simpson      | Robin Williams        | Woody Harrelson      | Echipa suedeză de bikini                 |
| 2-92  | Rachel Williams          | Tanya Beyer       | Liz Smith             | Jennifer Jason Leigh | Rachel Williams, International Playmates |
| 3-92  | Anna Nicole Smith        | Tylyn John        | Lorne Michaels        | Forest Whitaker      | Post-Debs in Playboy                     |
| 4-92  | Wendy Kaye               | Cady Cantrell     | Jonathan Kozol        | Bobcat Goldthwait    | Shelley Michelle, fete din Big 8         |
| 5-92  | Elizabeth Gracen         | Anna Nicole Smith | Michael Jordan        | John Leguizamo       | Elizabeth Gracen                         |
| 6-92  | Corinna Harney           | Angela Melini     | Ralph Nader           | Patrick Swayze       | Corinna Harney - PMOY, Lynn Muscarella   |
| 7-92  | Pamela Anderson          | Amanda Hope       | Michael Keaton        | Nicole Kidman        | Madonna, Asistente                       |
| 8-92  | Margie Murphy            | Ashley Allen      | Derek Humphry         | Catherine Crier      | Neveste americane                        |
| 9-92  | Sandra Bernhard          | Morena Corwin     | Betty Friedan         | Dennis Miller        | Sandra Bernhard, Stewardese              |
| 10-92 | Cristy Thom              | Tiffany M. Sloan  | Sister Souljah        | Tim Robbins          | Fete din Big East, Felicia Michaels      |
| 11-92 | Joan Severance           | Stephanie Adams   | William Safire        | Patrick Stewart      | Red Shoes Diaries, Sex în cinema 1992    |
| 12-92 | Sharon Stone             | Barbara Moore     | Sharon Stone          | Helmut Newton        | Betty Page, Jessica Hahn                 |

## 1993
| Luna  | Model pe copertă | Model pe poster         | Subiectul interviului | 20 de întrebări      | Imagini                                           |
| ----- | --- | ----------------------- | --------------------- | -------------------- | ------------------------------------------------- |
| 1-93  | The Barbi Twins | Echo Leta Johnson       | Steve Martin          | Sean Young           | Barbi Twins                                       |
| 2-93  | Stephanie Seymour | Jennifer Leroy          | Danny DeVito          | Tim Allen            | Stephanie Seymour                                 |
| 3-93  | Mimi Rogers | Kimberly Donley         | Anne Rice             | Laura Dern           | Mimi Rogers                                       |
| 4-93  | Tonja Christensen | Nicole Wood             | Frank Zappa           | Cindy Crawford       | Spring Campus Bash, femei tatuate                 |
| 5-93  | Dian Parkinson | Elke Jeinsen            | Charles Barkley       | Giorgio Armani       | Dian Parkinson, Susie Owens                       |
| 6-93  | Anna Nicole Smith | Alesha Marie Oreskovich | Tom & Roseanne Arnold | Rebecca De Mornay    | Anna Nicole Smith - PMOY, Barbara Alyn Woods      |
| 7-93  | Charlotte Lewis | Leisa Sheridan          | Barry Bonds           | Rip Torn             | Charlotte Lewis, Playmate la Bernie's             |
| 8-93  | Pamela Anderson, Dan Aykroyd | Jennifer J. Lavoie      | Dan Aykroyd           | Scott Turow          | Pamela Anderson, femei salvamar                   |
| 9-93  | Jennifer Driver | Carrie Westcott         | Larry Kramer          | Sarah Jessica Parker | Femeile din South Beach, Darlene Schepini         |
| 10-93 | Jerry Seinfeld, Echo Johnson, Barbara Moore, Kimberly Donley, Suzi Simpson, Carrie Westcott, Tylyn John, Cheryl Bachman, Alex Philip | Jenny McCarthy          | Jerry Seinfeld        | Wesley Snipes        | Fete din Pac 10, Rhonda Shear                     |
| 11-93 | Marilise Porto, Lilian Porto, Renata Porto                                                                                           | Julianna Young          | Joyce Carol Oates     | Brian Dennehy        | Tripletele Porto, Sex în cinema 1993              |
| 12-93 | Erika Eleniak | Arlene Baxter           | Rush Limbaugh         | Branford Marsalis    | Erika Eleniak, Vedetele sexului din 1993, Fem2fem |

## 1994
| Luna  | Model pe copertă  | Model pe poster     | Subiectul interviului | 20 de întrebări    | Imagini                                               |
| ----- | ----------------- | ------------------- | --------------------- | ------------------ | ----------------------------------------------------- |
| 1-94  | Marilyn Monroe    | Anna-Marie Goddard  | David Letterman       | Shaquille O'Neal   | A 40-a ediție aniversară                              |
| 2-94  | Anna Nicole Smith | Julie Lynn Cialini  | Pete Townshend        | Chris Berman       | Anna Nicole Smith                                     |
| 3-94  | Shannen Doherty   | Neriah Davis        | Anthony Hopkins       | Halle Berry        | Pictorial cu sex protejat, Playmateuri internaționale |
| 4-94  | Heidi Mark        | Becky DelosSantos   | Howard Stern          | Laurence Fishburne | Fetele din Hooters, Elizabeth Nottoli                 |
| 5-94  | Elle MacPherson   | Shae Marks          | Ron Howard            | Denis Leary        | Elle MacPherson                                       |
| 6-94  | Jenny McCarthy    | Elan Carter         | Garth Brooks          | Fred Ward          | Jenny McCarthy - PMOY, femei pompier                  |
| 7-94  | Patti Davis       | Traci Adell         | Bill Gates            | Michael Moriarty   | Patti Davis, Shannon Long                             |
| 8-94  | Carol Shaya       | Maria Checa         | Deion Sanders         | Dana Delany        | NYPD Nude, fete din Milan                             |
| 9-94  | Robin Givens      | Kelly Gallagher     | David Geffen          | David Caruso       | Robin Givens, femei bisexuale                         |
| 10-94 | Jennifer Lavoie   | Victoria Nika Zdrok | Jerry Jones           | Heather Locklear   | Paula Barbieri, fete din SEC                          |
| 11-94 | Pamela Anderson   | Donna Perry         | Christian Slater      | Quentin Tarantino  | Pamela Anderson, sex în cinema 1994                   |
| 12-94 | Bo Derek          | Elisa Bridges       | Garry Shandling       | Kelsey Grammer     | Bo Derek, fosta amantă a lui John Wayne Bobbitt       |

## 1995
| Luna  | Model pe copertă        | Model pe poster         | Subiectul interviului | 20 de întrebări   | Imagini                                           |
| ----- | ----------------------- | ----------------------- | --------------------- | ----------------- | ------------------------------------------------- |
| 1-95  | Drew Barrymore          | Melissa Deanne Holliday | Jean-Claude Van Damme | Tom Snyder        | Drew Barrymore                                    |
| 2-95  | Victoria Jacobs         | Lisa Marie Scott        | Tim Robbins           | David Spade       | Fabuloasă la 40                                   |
| 3-95  | Amber Smith             | Stacy Sanches           | Vladimir Zhirinovsky  | Jon Stewart       | Amber Smith, stunt women                          |
| 4-95  | Shana Hiatt             | Danelle Folta           | David Mamet           | Samuel L. Jackson | Fete din Hawaiian Tropic, Dr. Barbara Keesling    |
| 5-95  | Nancy Sinatra           | Cynthia Gwyn Brown      | Camille Paglia        | David Hasselhoff  | Nancy Sinatra, Jeanie Buss                        |
| 6-95  | Julie Lynn Cialini      | Rhonda Adams            | Joycelyn Elders       | Tom Arnold        | Julie Lynn Cialini - PMOY, salutul lui Russ Meyer |
| 7-95  | Sandra Taylor           | Heidi Mark              | Mel Gibson            | Kurt Loder        | Sandra Taylor, Femei mici                         |
| 8-95  | Shelly Jones            | Rachel Jeán Marteen     | Berry Gordy           | Dawn Steel        | Fete din Radio, Traci Adell                       |
| 9-95  | Kimberley Conrad Hefner | Donna D'Errico          | Cindy Crawford        | Sandra Bullock    | Kimberley Conrad Hefner, Jaid Barrymore           |
| 10-95 | Lisa Boyle              | Alicia Rickter          | Snoop Doggy Dogg      | Bill Maher        | Femeile din Ivy League                            |
| 11-95 | Tahnee Welch            | Holly Witt              | Harvey Keitel         | G. Gordon Liddy   | Tahnee Welch, Barbara Edwards                     |
| 12-95 | Farrah Fawcett          | Samantha Torres         | George Foreman        | Dominick Dunne    | Farrah Fawcett                                    |

## 1996
| Luna  | Model pe copertă                                               | Model pe poster      | Subiectul interviului | 20 de întrebări     | Imagini                                                                           |
| ----- | -------------------------------------------------------------- | -------------------- | --------------------- | ------------------- | --------------------------------------------------------------------------------- |
| 1-96  | Pamela Anderson                                                | Victoria Fuller      | Johnny Depp           | Robin Quivers       | Pamela Anderson                                                                   |
| 2-96  | Leslie Nielsen, Sandra Taylor, Catherine Shaw & Traci Adell    | Kona Carmack         | Bruce Willis          | Harry Wu            | American Gladiators' Zap                                                          |
| 3-96  | Amara Dunae                                                    | Priscilla Lee Taylor | John Travolta         | Dick Vitale         | Tracy Hampton, stripperițe                                                        |
| 4-96  | Samantha Torres                                                | Gillian Bonner       | Salman Rushdie        | Michael Madsen      | Femeile de pe Internet, prietena lui Kelsey Grammer Tammi Alexander               |
| 5-96  | Cindy Crawford                                                 | Shauna Sand          | Ray Bradbury          | Lou Dobbs           | Cindy Crawford, Carmen Electra                                                    |
| 6-96  | Stacy Sanches                                                  | Karin Taylor         | Dennis Miller         | Julia Louis-Dreyfus | Pandora Peaks, Stacy Sanches - PMOY                                               |
| 7-96  | Jenny McCarthy                                                 | Angel Boris          | James Carville        | Chazz Palminteri    | Jenny McCarthy, fete în costume de baie Venus (cu Ami Cusack)                     |
| 8-96  | Leeann Tweeden                                                 | Jessica Lee          | Shaquille O'Neal      | Heidi Fleiss        | Femeile din Atlanta, femei mușchiuloase                                           |
| 9-96  | Uma Thurman                                                    | Jennifer Allan       | Nicolas Cage          | Janeane Garofalo    | Uma Thurman, Patti McGuire                                                        |
| 10-96 | Jennifer Allan (copertă canadiană alternativă cu Samantha Fox) | Nadine Chanz         | Jay Leno              | Jimmy Smits         | Samantha Fox, Donna Michelle, fete din Big 12 Conference                          |
| 11-96 | Donna D'Errico                                                 | Ulrika Ericsson      | Liam Neeson           | Chris O'Donnell     | Donna D'Errico                                                                    |
| 12-96 | Jenny McCarthy                                                 | Victoria Silvstedt   | Mike Wallace          | Lisa Kudrow         | Starurile sexului din 1996, Jenny McCarthy, Femeile din Women: Stories of Passion |

## 1997
| Luna  | Model pe copertă                                                                    | Model pe poster | Subiectul interviului | 20 de întrebări     | Imagini |
| ----- | ----------------------------------------------------------------------------------- | --------------- | --------------------- | ------------------- | --- |
| 1-97  | Marilyn Monroe                                                                      | Jami Ferrell    | Whoopi Goldberg       | Mike Judge          | Marilyn Monroe |
| 2-97  | Echo Johnson, Anna-Marie Goddard, Rachel Jeán Marteen, si Jami Ferrell              | Kimber West     | Lawrence Schiller     | Conan O'Brien       | Jayne Hayden |
| 3-97  | Faye Resnick                                                                        | Jennifer Miriam | Clint Eastwood        | Michael Jordan      | Faye Resnick, Sharry Konopski |
| 4-97  | Joey Heatherton                                                                     | Kelly Monaco    | Vincent Bugliosi      | Vanessa L. Williams | Dentiste, Dolly Martin |
| 5-97  | Claudia Schiffer                                                                    | Lynn Thomas     | Saul Bellow           | Lucy Lawless        | Supermodele: Kate Moss, Cindy Crawford, Shana Phipps, Claudia Schiffer, Jennifer Driver, Iman, Tyra Banks, Elle Macpherson, Eva Herzigova, Stephanie Seymour, Naomi Campbell și Amber Smith |
| 6-97  | Victoria Silvstedt                                                                  | Carrie Stevens  | Dennis Rodman         | Julianna Margulies  | Carmen Electra, Victoria Silvstedt - PMOY |
| 7-97  | Farrah Fawcett (două coperți alternative)                                           | Daphnée Duplaix | Anthony Edwards       | Jon Lovitz          | Farrah Fawcett, Brandi Brandt |
| 8-97  | Nikki Ziering                                                                       | Kalin Olson     | Bill Maher            | Norm Macdonald      | Biker Babes |
| 9-97  | Jenny McCarthy sau Pamela Anderson (două coperți alternative, fiecare cu alt model) | Nikki Schieler  | Christopher Walken    | Chris Farley        | Jenny McCarthy și Pamela Anderson |
| 10-97 | Stacy Fuson                                                                         | Layla Roberts   | Tommy Hilfiger        | Tea Leoni           | Fete din Big Ten |
| 11-97 | Suzen Johnson                                                                       | Inga Drozdova   | Brett Favre           | Robert Wuhl         | Suzen Johnson |
| 12-97 | Danielle House                                                                      | Karen McDougal  | Robert Downey Jr.     | Chris Rock          | fosta Miss Canada International Danielle House |

## 1998
| Luna  | Model pe copertă | Model pe poster              | Subiectul interviului   | 20 de întrebări      | Imagini                                                                 |
| ----- | --- | ---------------------------- | ----------------------- | -------------------- | ----------------------------------------------------------------------- |
| 1-98  | Shannon Tweed | Heather Kozar                | Grant Hill              | Teri Hatcher         | Shannon Tweed, fosta soție a li Billy Bob Thornton Pietra Dawn Cherniak |
| 2-98  | Daphne Deckers | Julia Schultz                | Conan O'Brien           | Paul Thomas Anderson | Juli Ashton si Doria din emisiunea Playboy TV Night Calls               |
| 3-98  | Marliece Andrada | Marliece Andrada             | Kevin Kline             | John Peterman        | Jaime Pressly, Erika Eleniak                                            |
| 4-98  | Linda Brava | Holly Joan Hart              | Joe Eszterhas           | Keith Olbermann      | Linda Brava, Jody Watley                                                |
| 5-98  | Geri Halliwell | Deanna Brooks                | Scott Adams             | Ben Stiller          | Geri Halliwell, Elizabeth Green                                         |
| 6-98  | Donna D'Errico, Traci Bingham, Marliece Andrada, Pamela Anderson, Yasmine Bleeth, Carmen Electra, Gena Lee Nolin, Erika Eleniak | Maria Luisa Gil              | Paul Reiser             | Yasir Arafat         | Bebelușele din Baywatch                                                 |
| 7-98  | Karen McDougal | Lisa Dergan                  | Jerry Springer          | Craig Kilborn        | Karen McDougal - PMOY, The Newton Girls                                 |
| 8-98  | Julie Brown | Angela Little                | Matt Drudge             | Bruce Willis         | Julie Brown, femeile din Islanda                                        |
| 9-98  | Lisa Rinna | Vanessa Gleason              | Daniel Patrick Moynihan | Kevin Williamson     | Lisa Rinna                                                              |
| 10-98 | Cindy Crawford | Laura Cover                  | Geraldo Rivera          | Tori Spelling        | Cindy Crawford                                                          |
| 11-98 | Julia Schultz | Tiffany Taylor               | Mike Tyson              | Drew Pinsky          | Fete din ACC                                                            |
| 12-98 | Katarina Witt | Erica, Jaclyn si Nicole Dahm | David Duchovny          | Gore Vidal           | Katarina Witt, a 45-a căutare anuală de Plamate                         |

## 1999
| Luna  | Model pe copertă                                             | Model pe poster     | Subiectul interviului | 20 de întrebări     | Imagini                                        |
| ----- | ------------------------------------------------------------ | ------------------- | --------------------- | ------------------- | ---------------------------------------------- |
| 1-99  | Marilyn Monroe (un fotomozaic al coperților din Playboy)     | Jaime Bergman       | Michael Crichton      | Kirstie Alley       | A 45-a ediție aniversară                       |
| 2-99  | Pamela Anderson                                              | Stacy Marie Fuson   | Emeril Lagasse        | Motley Fool         | Pamela Anderson, majorete NFL                  |
| 3-99  | Gene Simmons                                                 | Alexandria Karlsen  | Drew Carey            | Gerry Adams         | Fete din KISS, Cindy Guyer                     |
| 4-99  | Rena Mero                                                    | Natalia Sokolova    | Nick Nolte            | David Schwimmer     | Rena Mero, fete din Spring Break               |
| 5-99  | Charlize Theron                                              | Tishara Lee Cousino | David Spade           | Ashley Judd         | Charlize Theron, Playmates în Safari           |
| 6-99  | Heather Kozar                                                | Kimberly Spicer     | Samuel L. Jackson     | Christina Applegate | Heather Kozar - PMOY, The Pussycat Dolls       |
| 7-99  | Brooke Richards                                              | Jennifer Rovero     | Barney Frank          | Michael Moore       | Fete din Hawaiian Tropic, Karen Finley         |
| 8-99  | Nell McAndrew                                                | Rebecca Scott       | Albert Brooks         | Lucy Liu            | Shannon Elizabeth, Nell McAndrew               |
| 9-99  | Rena Mero                                                    | Kristi Cline        | Chris Rock            | Jeri Ryan           | Rena Mero, Denise Luna                         |
| 10-99 | Jennifer Rovero                                              | Jodi Ann Paterson   | Kevin Spacey          | Joe Morgan          | Claudia Christian, Lisa David, fete din Pac 10 |
| 11-99 | Mia St. John (copertă canadiană alternativă cu Cara Wakelin) | Cara Wakelin        | Jesse Ventura         | David Duval         | Mia St. John                                   |
| 12-99 | Naomi Campbell                                               | Brooke Richards     | Ben Affleck           | Gina Gershon        | Naomi Campbell, căutarea Playmate 2000         |